# 同济大学附属七一中学
同济大学附属七一中学是位於中國上海市靜安區的一所完全中學，有陕西北路和余姚路两处校区。

## 歷史
1905年，美国浸信会的万应远与汤杰卿牧师在武昌路的仁德里创办了崇德小学。1908年，校址迁至北四川路宜乐里。1910年，學校開始只招收女生，並改名崇德女校。1918年，万应远又在北四川路的另一處建造广东浸信会堂与崇德女中。阮玲玉、贝聿嘉等曾在崇德女中就读。1927年，徐松石出任崇德女中校长，一直當到他于1951年离开中国大陆。
1937年淞滬會戰期間，學校全体师生搬迁至爱文义路626号上课。1940年，崇德女中购买了西摩路上一幢欧式建筑作为學校校舍，之後學校就再未搬遷。
1953年，崇德女中与其他兩所女子中學合并为上海市第七女子中学。1958年，学校開始同時招收男生和女生，學校於是改名为七一中学。1978年，学校被評为静安区重点中学。1994年一度併入上海市育才中学。1996年在七一中学陝西北路原址建立了新才中学。1999年7月1日，新才中学恢复原名上海市七一中学。2006年，上海市七一中学成為公办区重点完全中学。2007年4月，学校改名同济大学附属七一中学。